# اولگا چرنووا
اولگا چرنووا (روسی: Ольга Михайловна Чернова؛ زادهٔ ۱۵ ژوئیهٔ ۱۹۹۷) بازیکن فوتبال اهل روسیه است.
وی همچنین در تیم ملی فوتبال زنان روسیه بازی کرده‌است.